# Rákoskerti László
Rákoskerti László (1953. augusztus 22. – 2021. április 11.) magyar fotóművész.

## Élete
1976 és 1978 között az Ez a Divat szerkesztőségében dolgozott, majd 1985-ig a Magyar Távirati Iroda Illusztrációs Szerkesztőségében, 1985-től szabadúszóként dolgozott reklám és divat alkalmazott fotográfusként. 1994-ben feleségével megalapította a LátSZOSZOkép stúdiót.
A Magyar Újságírók Országos Szövetsége, illetve a Magyar Alkotóművészek Országos Egyesületenek fotóművészeti tagozatának a tagja volt. Divat, reklám, tárgyfotós volt. Katalógust évente fotózott, például Paul Vasary márkanévvel, az Elegant Mode magas minőségű kabát kollekcióját.
Felesége Rákoskerti Judit (Vargha Judit) dekoratőr-stylist, akivel 1978. január 7-én kötött házasságot Budapest I. kerületében.
2022 augusztusában a Várnegyed Galériában emlékkiállítás került megrendezésre munkásságából.